# Amakusanthura dubia
Amakusanthura dubia is een pissebed uit de familie Anthuridae. De wetenschappelijke naam van de soort is voor het eerst geldig gepubliceerd in 1914 door Barnard.